# Masztika
A masztika (mastika, mastiha, masticha, vagy μαστίχα, mely görögül rágást vagy fogcsikorgatást jelent), eredetileg a híoszi pisztáciafa (Pistacia lentiscus) gyantájával ízesített alkoholos ital. Az apró, örökzöld fa mediterrán vidékeken őshonos, és Híosz szigetén termesztik. Csak az ott termő fák adnak gyantát, mikor megvágják őket. A gyanta íze elsőre kellemetlen lehet és enyhén füstös ízvilágú.

## Görögországban
Görögországban kétféle masztika létezik. Az egyik a híoszi masztika (Μαστίχα Χίου), egy borpárlatalapú, eredetvédett likőr, mely Híosz szigetéről származik. Sokszor mandulás desszertek mellé fogyasztják, esküvői vacsorákon pedig digestifként. Édes illata és íze az édesgyökérre emlékeztet. A másik fajta az ouzóhoz és a tszikudiához (τσικουδιά) hasonló erős párlat. Hidegen, vagy szobahőmérsékleten jégkockával szolgálják fel. Különböző előételekkel (mezé) fogyasztják őket, pl. polip, saláta, szardínia, tintahal, sült cukkini és kagyló.

## A Balkánon
A masztika nevet a Balkán-félsziget déli részén több ország is használja az arrafelé elterjedt ánizsos szeszre, ami Macedónia és Bulgária nemzeti italának is számít. A bolgár törvények szerint literenként legalább 2,5 gramm természetes anetolt tartalmaz, ánizsízű, és legalább 47% az alkoholtartalma. Az alkoholt sokszor szőlőből, mazsolából, szilvából vagy fügéből párolják. Általában jégre töltik és mezével fogyasztják. Bulgáriában sokszor a kedvelt nyári frissítőként ismert, Menta nevű fodormentalikőrrel keverik, s az így kapott koktélt „felhőnek” nevezik. Romániában esküvői köszöntőkkor isszák, és jó kísérőnek tartják a hagyományos csirkeételekhez. Ízében hasonlít görög úzó és a török rakira is.

## Gyártása
Az (eredeti, híoszi) masztika készítéséhez valamilyen gyümölcs (általában szőlő) erjesztett cefréjét kétszer lepárolják, majd átszűrik híoszi pisztáciafa gyökerein. Ez utóbbi helyett (vagy mellett) a szeszbe a fa gyantájából is keverhetnek, majd a keveréket újra lepárolják. Palackozás előtt tiszta vizet, cukrot, esetenként tiszta alkoholt is kevernek hozzá.

## Fordítás
- Ez a szócikk részben vagy egészben a Mastika című angol Wikipédia-szócikk fordításán alapul.  Az eredeti cikk szerkesztőit annak laptörténete sorolja fel. Ez a jelzés csupán a megfogalmazás eredetét és a szerzői jogokat jelzi, nem szolgál a cikkben szereplő információk forrásmegjelöléseként.
- Ez a szócikk részben vagy egészben a Мастика című bolgár Wikipédia-szócikk fordításán alapul.  Az eredeti cikk szerkesztőit annak laptörténete sorolja fel. Ez a jelzés csupán a megfogalmazás eredetét és a szerzői jogokat jelzi, nem szolgál a cikkben szereplő információk forrásmegjelöléseként.